# Dani Kern
Dani Kern (* 22. Juli 1969) ist ein Schweizer Sportkommentator im Schweizer Fernsehen SRF.

## Leben
Vor seiner Zeit bei SRF war Kern Sachbearbeiter bei der Invalidenversicherung und Sportchef bei Radio Top. Er arbeitet seit 1999 für das Schweizer Fernsehen. Seinen ersten Einsatz als Fussball-Livekommentator hatte er 2005 auf SF 2. Er kommentierte einige Jahre auch alpine Skirennen der Männer.